# Selenops secretus
Selenops secretus es una especie de araña araenomorfa de la familia de los selenópidos.

## Distribución
Esta especie de araña se encuentra en Seychelles, un archipiélago del Océano Índico.